# Corona (tienda)
Corona fue una cadena de multitiendas chilena, especializada principalmente en la venta de ropa y productos textiles. Fue fundada en 1955 y disuelta en 2025. Su mayor eslogan fue: Corona, lo soluciona.

## Historia
En 1946, el neerlandés Liebish (Leonardo en español) Schupper, inmigrante judío que se radicó en Chile tras la Segunda Guerra Mundial, instala una tienda en la ciudad de Concepción, con el nombre de Corona, en honor a la reina Guillermina de Holanda. Nueve años después, Schupper se traslada a la capital Santiago y se instala con una sastería llamada Confecciones Schupper en la calle Arturo Prat, donde la cadena tiene su sede central. Tras décadas de ambos negocios, durante la década de 1980 la empresa abandona el rubro de fabricación textil y solo queda con el negocio minorista, enfocado en la presencia regional y en los sectores socioeconómicos medio y medio bajos.

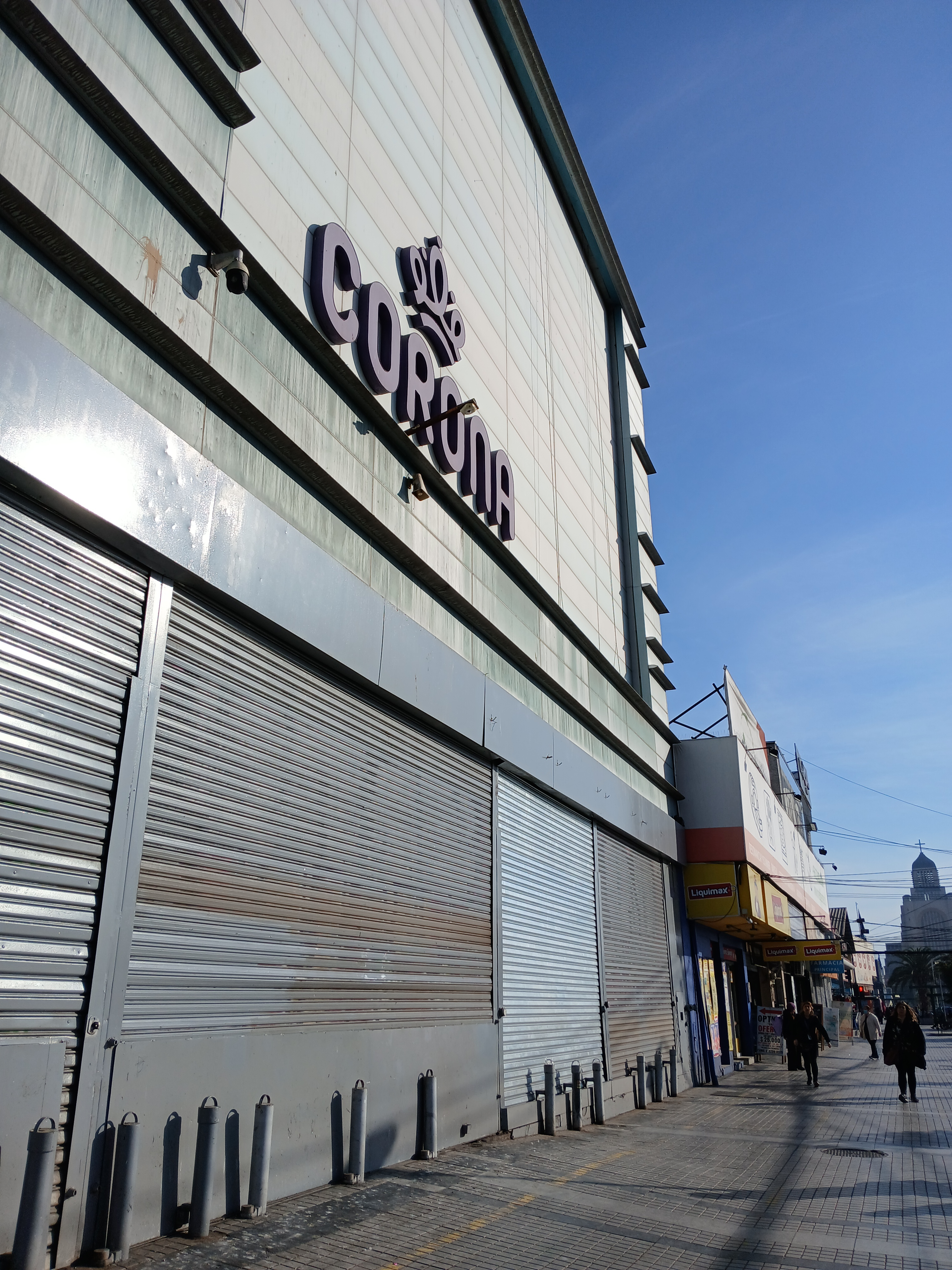
Tienda Corona en Maipú tras el cese de operaciones.

En 1998 fallece sorpresivamente Leonardo Schupper, quedando la empresa en manos de sus hijos: las mellizas Paulina y Malú y el menor Herman.
Corona también tenía su propia rama financiera mediante la tarjeta de crédito Corona, la cual se lanzó durante la década de 1990 y fue cerrada durante 2024.[cita requerida]
La empresa enfrentó varios años de problemas entre los herederos de la empresa, conflictos financieros y dos reorganizaciones judiciales, agravadas por el estallido social y pandemia de COVID-19, e incluso se barajó la compra por parte de inversionistas chinos. A pesar de que el 7 de junio de 2025 se había aprobado una segunda reorganización judicial, tras seis suspensiones previas, el 27 de junio Corona anunció su quiebra y el cierre de todos sus locales para el 10 de julio, junto con una venta final para rematar todo el stock. Debido al éxito del remate final, este cierre se adelantó para el 1 de julio. Al momento de su cierre, Corona poseía 55 tiendas y unos 1500 trabajadores.